# Luis Cueto
 Luis Carlos Cueto Álvarez de Sotomayor (1961) es un funcionario público español. Fue concejal en el Ayuntamiento de Madrid y candidato a alcalde de Profesionales por Madrid-Recupera Madrid en las  elecciones municipales de 2023 en Madrid.

## Biografía
Nacido en 1961 en Madrid, se licenció en derecho por la Universidad Autónoma de Madrid e ingresó en el Cuerpo Superior de Administradores Civiles del Estado en 1987. Está casado con la sobrina de Manuela Carmena.
En su juventud fue cofundador de la Asociación Crítica del Derecho de Madrid y de la Federación de Juristas Progresistas de España.
Trabajó de director de recursos humanos del Instituto Cervantes, en la Agencia Española de Cooperación Internacional para el Desarrollo, así como de director general de la Escuela de Negocios de la EOI.
Coordinador general de la alcaldía de Madrid (jefe de gabinete de la alcaldesa Manuela Carmena) desde junio de 2015 hasta 2019, por su importancia en la gestión del día a día municipal ha sido destacado en diferentes fuentes como el «alcalde en la sombra» de la capital española durante ese periodo. También fue nombrado presidente de la Junta Rectora de Ifema.
Desde su puesto de Subdirector General de Innovación Empresarial impulsó las deducciones fiscales por I+D. Pionero en el lanzamiento de la Compra Pública de Innovación en España y promotor de la Guía sobre Compra Pública Innovadora.
Incluido como candidato en el número 17 de la lista de Más Madrid en las elecciones municipales de 2019 en Madrid, resultó elegido y se convirtió en concejal en la corporación 2019-2023, en la que forma parte del Grupo Mixto, habiendo renunciado a su sueldo como concejal.
Es miembro y promotor del partido político Profesionales por Madrid-Recupera Madrid, creado para concurrir a las elecciones municipales de 2023 en Madrid, en las que no obtuvo representación.